# Sue Bird
Suzanne Brigit "Sue" Bird (Syosset, Nueva York, 16 de octubre de 1980) es una exjugadora de baloncesto estadounidense. Con 1,75 de estatura, su puesto natural en la cancha era el de base. Con 10 medallas, 9 de ellas de oro, es la jugadora junto con Diana Taurasi que más medallas tiene entre mundiales y Juegos Olímpicos a lo largo de la historia, tanto de jugadores masculinos como femeninos. Con 5 Juegos Olímpicos disputados, en cada uno de ellos ha ganado la medalla de oro.
Junto con el jugador de béisbol Eddy Álvarez fue la abanderada de Estados Unidos en la ceremonia de apertura de los Juegos Olímpicos de Tokio 2020.

## Primeros años
Bird nació el 16 de octubre de 1980 en Syosset, Nueva York. Es la hija pequeña de Nancy y Herschel Bird. Es judía y ha tenido la doble nacionalidad con Israel desde 2006. Su familia paterna es judía de origen ruso y su nombre original era "Boorda". Bird fue criada en la religión cristiana de su madre. Su padre nació en Italia. Ella todavía mantiene su doble ciudadanía en los Estados Unidos y representa a los EE. UU. en las competiciones internacionales de baloncesto.

## Carrera
Bird comenzó su carrera en la liga universitaria de Estados Unidos, la NCAA, jugando con la Universidad de Connecticut. En 2002, ganó su segundo título con este equipo y fue elegida con el número uno del draft por Seattle. Con 21 años ya era una estrella en el país. 
Fue seleccionada para la Selección que viajó al Mundial de China 2002 y el equipo ganó el oro. Cuatro años después acudió al Mundial de Brasil 2006, cuando lograron un bronce. A partir de aquel hito que consideraron una derrota, el equipo dio un salto de calidad y en las siguientes 43 participaciones en torneos oficiales alcanzaron la victoria con Bird como base.
Compitió por los EE. UU. en los Juegos Olímpicos de Londres 2012 con la Selección Femenina de Baloncesto. Las estadounidenses ganaron su quinta medalla de oro consecutiva. Después alcanzarían la sexta en los Juegos Olímpicos en Río 2016.
Es una leyenda. En 2018 alcanzó los 500 partidos en la WNBA y es la jugadora que más medallas tiene entre mundiales y Juegos Olímpicos a lo largo de la historia, tanto de jugadores masculinos como femeninos.
En noviembre de 2018, Bird se incorporó a la gerencia de los Denver Nuggets, siendo la segunda mujer en ocupar puestos técnicos en la liga tras Becky Hammon, asistente de Gregg Popovich en los San Antonio Spurs. Bird se convertía así en adjunta en el área de operaciones de baloncesto en este equipo, tras dieciséis años como jugadora de la WNBA, todas ellas en Seattle Storms, donde ganó tres títulos de campeona.

## Vida personal
En el verano de 2017, Sue Bird anunció su relación con Megan Rapinoe, renombrada futbolista estadounidense, que comenzó tras conocerse en los Juegos Olímpicos de Río 2016. Su círculo más cercano sabía que era lesbiana desde 2002 pero ella no lo había hecho ostensiblemente público.

## Logros y reconocimientos
- Campeona NCAA: 2 (2000, 2002)
- Campeona WNBA: 4 (2004, 2010, 2018, 2020)
- Campeona Liga Rusa: 5 (2007, 2008, 2012–2014)
- Campeona EuroLeague: 5 (2007–2010, 2013)
- Campeona Europe SuperCup: 2 (2009, 2010)

### Individuales
- 5 veces primer equipo de la WNBA (2002–2005, 2016)
- 3 veces segundo equipo de la WNBA (2008, 2010, 2011)
- 3 veces mejor asistente WNBA  (2005, 2009, 2016)
- 13 veces WNBA All-Star (2002, 2003, 2005–2007, 2009, 2011, 2014, 2015, 2017, 2018, 2021, 2022)
- Mejor tiradora de tiros libres WNBA (2002)
- Elegida número 1 del Draft en el Draft de la NBA 2002 (2002)